# Erica Vexler
Erica Vexler Poreiki (Chile, ? - Tel Aviv, 30 de abril de 2011) fue una periodista, editora y presentadora de televisión chilena, más conocida por su labor periodística en la revista Ercilla, de la que sería su editora en 1966 y posterior subeditora hasta 1970 y por conducir los programas Erika Vexler 600 (1966-1968) y Detrás de su pregunta (1970), ambos en Canal 13. En 1968, la Asociación Nacional de Mujeres Periodistas de Chile la galardonó con el Premio Lenka Franulic, el que compartió con Carmen Machado.
En 1970, luego del triunfo de Salvador Allende en la elección presidencial, se trasladó a Israel, en donde se desempeñó como corresponsal de Televisa.

## Caso Colonia Dignidad
Fue una de las primeras periodistas en investigar y publicar información sobre la denuncia de la situación que se vivía en la exColonia Dignidad, en coautoría con Osvaldo Murray y Juan Ehrmann, que habrían incitado la primera investigación judicial de la colonia entre los años 1966 y 1968, sin resultados concluyentes. Tales reportajes aparecieron en la revista Ercilla durante la década de 1960:
- Vexler, Erica; Muray, Osvaldo; Ehrmann, Juan; Torrente, Heliodor (30 de marzo de 1966). «Tras los Muros de la 'Dignidad'». Ercilla.
- Vexler, Erica; Ehrmann, Juan; Muray Q., Osvaldo (6 de abril de 1966). «La Colonia del Terror». Ercilla.

## Difusión de noticia falsa (1991)
En enero de 1991, durante la guerra del Golfo, trabajó como corresponsal para la cadena mexicana Televisa, transmitiendo un enlace para su entonces noticiario estelar nocturno 24 horas, donde exclamó que, de acuerdo a información que ella había recibido de un alto oficial del ejército israelí, si los misiles Scud de la ofensiva iraquí eran un ataque químico con cabezas de gases letales, «la respuesta de Israel sería nuclear Jacobo, nuclear!» y debido a la intensidad del fuego de misiles que se impactaban cerca del lugar donde transmitía la reportera chilena, presa del pánico, seguía repitiendo la misma frase, a lo que Zabludovsky claramente sorprendido le comenta e inquiere: «¡Ah caray!, ¿Estás segura Erica?» -A lo que ella solo responde «nuclear, Jacobo, nuclear». Sin embargo, la información era falsa y la periodista se negó a informar sobre las fuentes de información.